# Station Winnersh
Winnersh is een spoorwegstation van National Rail in Wokingham in Engeland. Het station is eigendom van Network Rail en wordt beheerd door South Western Railway. 